# 새드랩퍼
새드랩퍼(1988년 ~ )는 대한민국의 가수이다.

## 활동
2009년 객원보컬 문유진, Cao와 비정규 음반을 제작하기 시작하였다. 2010년 Cao의 In the rain 앨범에 객원보컬로 참여하였고, 싸이월드 등의 사이트에서 활동하였다. 2012년, 예명을 ‘새드랩퍼’로 변경, 작사, 작곡, 보컬에 모두 참여하였다. 이후 작곡가 Hopkins와 함께 작업한 〈시간속에 살아〉를 발매하였고, 싸이월드 음원 인기차트 1위를 기록하였다.